# Wolfgang Hillebrandt
Wolfgang Hillebrandt (* 25. Februar 1944 in Rerik) ist ein deutscher Astrophysiker.

## Leben und Wirken
Nach dem Studium der Physik und Mathematik an der Universität zu Köln promovierte er dort im Jahr 1973 bei Peter Mittelstaedt mit einer Arbeit über Gravitierende Neutronen: Gleichgewicht und mikroskopische Stabilität. 1977 habilitierte er an der TU Darmstadt. Seit 1978 arbeitete er am Max-Planck-Institut für Physik und Astrophysik bei München und wurde im Jahre 1996 einer der Direktoren des daraus hervorgegangenen Max-Planck-Instituts für Astrophysik in Garching bei München. An der TU München  ist er tätig als Honorarprofessor.
Seinen wissenschaftlichen Forschungsschwerpunkt bilden numerische Simulationen von Supernova-Explosionen.
1977 wurde er mit dem Akademiepreis für Physik der Akademie der Wissenschaften zu Göttingen und 1982 mit dem Physikpreis der Deutschen Physikalischen Gesellschaft ausgezeichnet. 2014 wurde er in die Academia Europaea gewählt.
Zu seinen Doktoranden zählt Friedrich-Karl Thielemann.

## Kritik an der Internationalen Raumstation
Wolfgang Hillebrandt sagte zum 20-jährigen bestehen der Internationalen Raumstation (ISS) 2018, das Projekt sei die „größte Verschwendung der Menschheit“. Er kritisierte das die bis dahin 150 Euro Milliarden teure Station im Verhältnis kaum einen wissenschaftlichen Nutzen bringe. Eine richtig gute Universität kostet rund 1 Milliarde Euro im Jahr und würde die Wissenschaft wesentlich weiter bringen. Die öffentlichen Mittel, die durch die ESA zum Betrieb der ISS aufgewendet würden, fehlten an andere Stelle der Weltraumforschung.

## Schriften
- mit Ewald Müller: Supernovae im Superrechner, Physik Journal, Mai 2004
- mit Ewald Müller, Hans-Thomas Janka Rätselhafte Supernovae, Spektrum der Wissenschaft, Juli 2005
- mit Bruno Leibundgut (Herausgeber): From twilight to highlight - the physics of supernovae. Springer, Berlin 2003